# Hestehov
Hestehov (Petasites) er udbredt i Europa, Mellemøsten og Asien. Det er tvebo stauder med kraftig rodstok. Stænglen bærer skælformede blade. Frugten har fnok. De grundstillede blade kommer først frem efter blomstringen. Her nævnes de arter, som dyrkes eller er naturaliseret i Danmark.
| Arter |

- Filtet hestehov (Petasites spurius)
- Fjeldhestehov (Petasites frigidus)
- Hvid hestehov (Petasites albus)
- Japansk hestehov (Petasites japonicus)
- Rød hestehov (Petasites hybridus)
- Vellugtende hestehov (Petasites fragrans)